# Melosperma
Melosperma es un género con cuatro especies de plantas de flores de la familia Scrophulariaceae. 

## Especies seleccionadas
- Melosperma andicola
- Melosperma angustifolia
- Melosperma glabra
- Melosperma peloponnesiaca'

- Datos: Q9031416
- Especies: Melosperma